# Бергізель

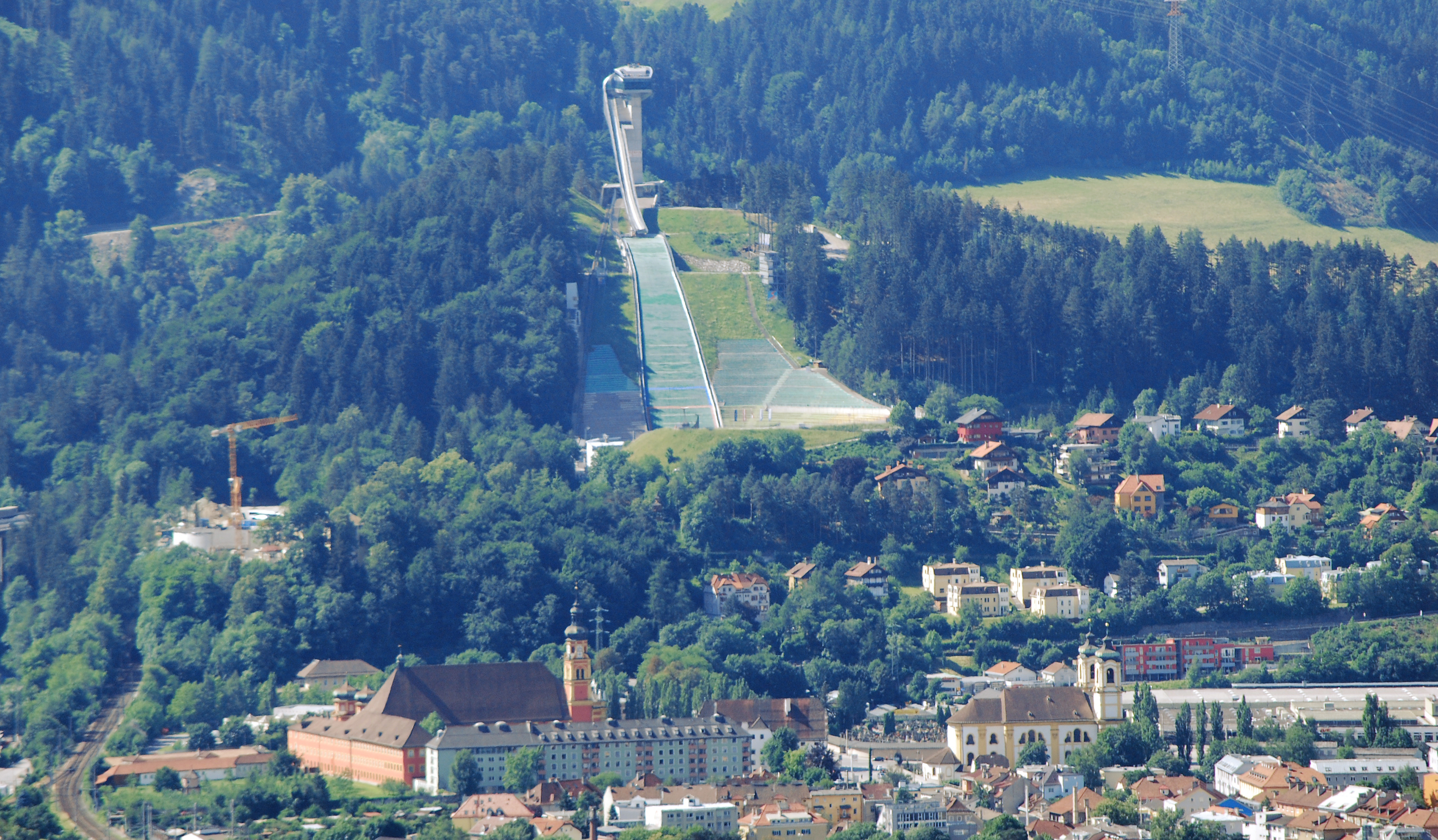
Трамплін Бергізель (Інсбрук)

Бергізель (нім. Bergiselschanze) — лижний трамплін в австрійському Інсбруку, який було реконструйовано та добудовано на місці старої споруди. На цьому трампліні проходить один з етапів Кубка світу зі стрибків з трампліну — 3-й етап Турне чотирьох трамплінів.

## Історія
Перші змагання із стрибків з трампліна пройшли в цьому місці вже в 1925, проте відрізнялися великим травматизмом — перші конструкції були дерев'яними. Вже в 1930 побудований найбільший на той момент  трамплін  з більш надійних матеріалів. Це дозволило провести в Інсбруку  чемпіонат світу з лижних видів спорту в 1933. Потім перед Зимовими Олімпійськими іграми 1964 трампліну знову знадобилася перебудова, після якої споруда використовувалася без реконструкції понад 35 років.
У середині 1999 уряд Австрії організувало міжнародний конкурс на реконструкцію трампліна в Інсбруці, який перестав відповідати міжнародним стандартам і не вписувався в проєкт по створення нової Олімпійської Арени. У грудні 1999 конкурс виграла британська компанія «Zaha Hadid Architects», архітектор Заха Хадід. 14 вересня 2002 цей компонент Олімпійської Арени — трамплін, був побудований. Всього на будівництво пішло 15 місяців і трохи понад 15 мільйонів євро. Заха Хадід отримала за нього австрійську державну архітектурну премію.